# Lucy Katherine Armitage Chippindall
Lucy Katherine Armitage Chippindall (* 15. Februar 1913 in Pretoria, Südafrika; † 4. April 1992) war eine südafrikanische Botanikerin und Agrostologin. 

## Leben und Werk
Chippindall besuchte von 1919 bis 1929 die Diözesanschule St. Mary in Pretoria. Nachdem sie in einer Kurzwarenabteilung eines Geschäfts in Pretoria gearbeitet hatte, war sie von 1932 bis 1945 als technische Assistentin am Botanischen Forschungsinstitut tätig und spezialisierte sich auf die Taxonomie der Gramineae. Ihr Talent wurde von einem der Botaniker erkannt und sie studierte von 1946 bis 1948 an der Witwatersrand-Universität in Johannesburg, wo sie einen Bachelor of Science-Abschluss erwarb.
Nach ihrer Heirat mit Albert Oliff Crook lebte sie mit ihm in Rhodesien und arbeitete eine Zeit lang im Government Herbarium in Salisbury. Sie schrieb den botanischen Teil des 1955 erschienenen Buches The grasses and weidings of South Africa und arbeitete drei Jahre an der Vervollständigung der Schlüssel und Beschreibungen. Dieses Buch wurde als Standardwerk viele Jahre in Südafrika verwendet und war schnell vergriffen. Trotzdem wurden über vierzig Jahre lang ihre Schlüssel und detaillierten Beschreibungen der Gräser von Botanikern und Landwirten verwendet, um Pflanzen zu identifizieren. 
Chippindall setzte nach ihrem Ausscheiden aus der Naturschutzbehörde mit ihrem Mann ihre Sammlung und Bestimmung von Gräsern hauptsächlich in der Gegend von Umtali fort. In den 1980er Jahren zog sie mit ihrem Mann nach Kapstadt, wo sie Freunde und Verbindungen zum Bolus Herbarium hatten. Hier setzten sie ihr Studium der Gräser bis zu ihrem Tod fort, wobei sie auch mit dem Royal Botanic Gardens (Kew) zusammenarbeiteten.
Chippindall starb 1992 im Alter von 79 Jahren. Die südafrikanische Pflanze Pentaschistis chippindalliae ist nach ihr benannt.
Das Standardautorenkürzel Chippind. wird verwendet, um bei der Nennung eines botanischen Namens sie als Urheberin anzugeben.